# Joseph Jefferson
Joseph Jefferson (20 de febrero de 1829 - 23 de abril de 1905) fue un actor teatral de nacionalidad estadounidense. Fue el tercer Joseph Jefferson de una familia dedicada a la actuación y a la dirección teatral, y uno de los comediantes de mayor fama de los Estados Unidos del siglo XIX.

## Biografía
Nacido en Filadelfia, Pensilvania, su padre era diseñador de decorados y actor, y su madre una actriz. Siendo muy niño ya aparecía en escena, a menudo cuando se necesitaba "un niño en brazos". Su primera actuación conocida tuvo lugar en el Washington Theatre de Washington D. C., participando en una gala benéfica para el ministril Thomas D. Rice.

### Inicios de su carrera

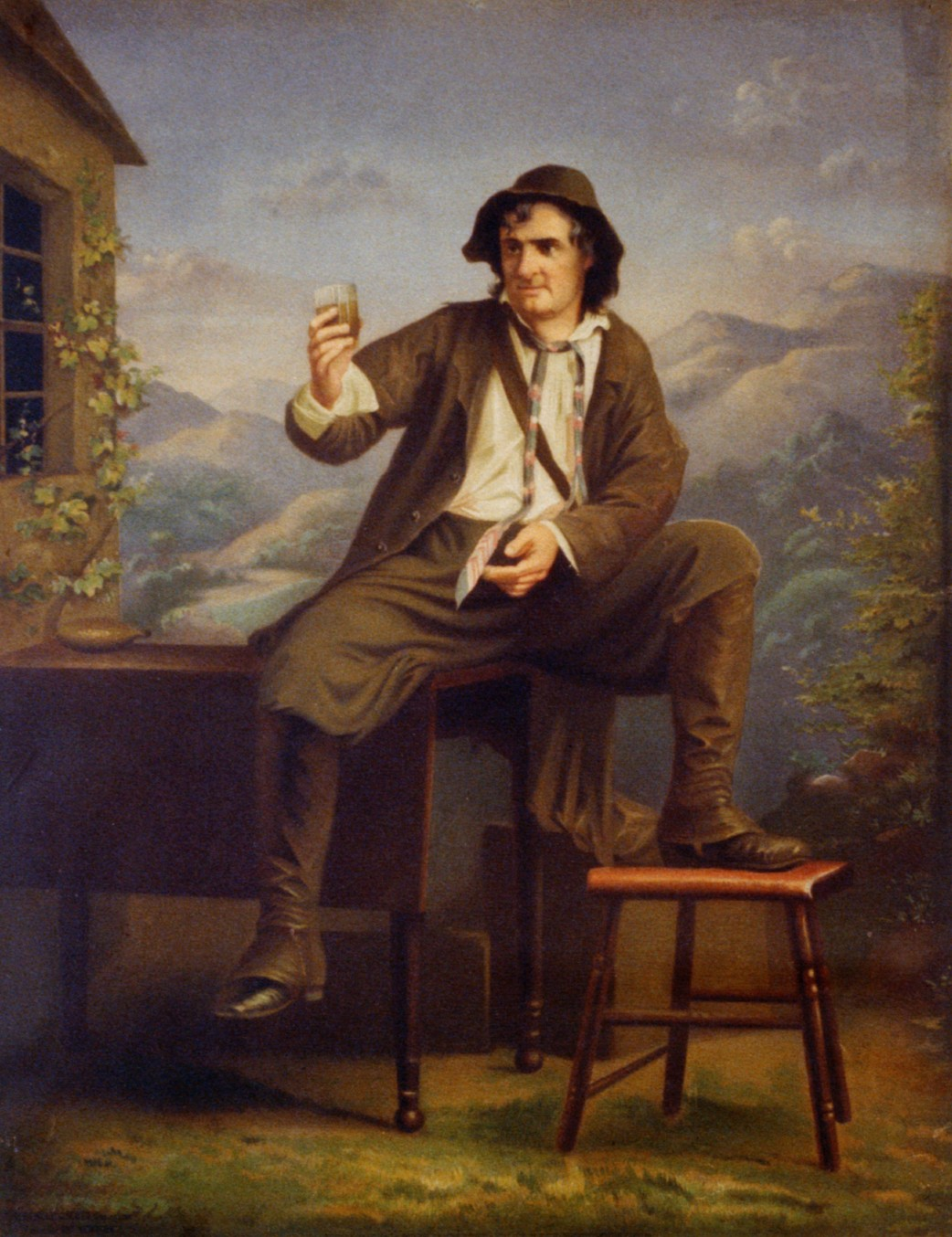
Jefferson como el joven Rip Van Winkle

En 1833, a los cuatro años de edad, en una bolsa fue llevado a la escena del Teatro Washington por el actor Thomas D. Rice. Él actuaba como su bien conocido personaje “Jim Crow”, y el pequeño Joseph como Little Joe. En 1837, con ocho años, Joseph actuaba en el Teatro Franklin de Nueva York junto a sus padres. Finalizada la temporada 1837-1838, sus padres se mudaron a Chicago con él y con sus hermanos, Charles Burke y Cornelia. Su padre falleció cuando él tenía 13 años, por lo que el joven Jefferson siguió actuando y colaborando en el sostén de la familia. A partir de entonces, Jefferson y Burke actuaron de manera continua, y la familia entera viajaría por el Oeste y el Sur de los Estados Unidos. Viajando de teatro en teatro, Jefferson trabajó en numerosas localidades, llegando incluso a Chicago, formando su familia un grupo de actores itinerantes. Incluso, llegaron a seguir al Ejército de los Estados Unidos entre 1846 y 1848, con ocasión de la Intervención estadounidense en México. Como actor itinerante, Jefferson trabajó en muchos lugares, como comedores de hoteles, que no estaban preparados para la actuación, pues no disponían de escenario. Todo el material del que disponía era un tablero clavado al suelo con una hilera de velas de sebo.
No fue hasta 1849, cuando Jefferson volvió a Nueva York, que empezó a conseguir el éxito económico y de la crítica, aunque sin llegar todavía a obtener los resultados que conseguiría en años posteriores. En 1861, por motivos de salud y por la muerte de su esposa, decidió ir a actuar a San Francisco (California) y a Australia Tras pasar cuatro años en Australia, fue a Londres, ciudad en la que conoció a Dion Boucicault, que revisó el personaje Rip van Winkle, convirtiéndolo en un pronunciado éxito del repertorio de Jefferson. Estrenándose el 5 de septiembre de 1865 en el Teatro Adelphi de Londres, se convirtió en uno de los más célebres personajes teatrales del siglo XIX.
Tras esta experiencia, en la que trabajó como actor y director teatral, tuvo también un prolongado éxito en 1858 como Asa Trenchard en la obra de Tom Taylor Our American Cousin, representada en el Teatro de Laura Keene en Nueva York. La obra fue un hito en su carrera, como también lo fue para el actor Edward Askew Sothern. La naturalidad, espontaneidad y humor con el que hacía las escenas amorosas, revelaban un espíritu para la comedia que era nuevo entre sus contemporáneos, siempre habituados a convenciones más artificiales.
Otros de sus papeles iniciales fueron el de Newman Noggs en Nicholas Nickleby, Caleb Plummer en Dot (adaptación de El grillo del hogar), Dr. Pangloss en la pieza de George Colman el Joven The Heir at Law, Salem Scudder en The Octoroon, y Bob Acres en The Rivals.

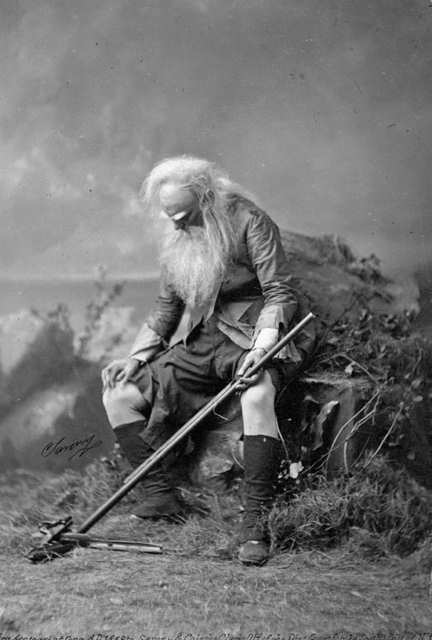
Jefferson como el viejo Rip Van Winkle, 1896

En 1859, Jefferson hizo una versión de la historia de Washington Irving "Rip van Winkle" basada en las viejas representaciones, y actuó con éxito en Washington D. C., con Sophie Gimber Kuhn haciendo el papel de Lowenna. A principios de noviembre de 1861 llegó a Sídney, e interpretó una fructífera temporada presentando en Australia Rip Van Winkle, Our American Cousin, The Octoroon y otras obras. Estrenó en Melbourne el 31 de marzo de 1862, y tuvo una exitosa trayectoria de actuaciones a lo largo de seis meses

### Últimos años
Jefferson siguió representando Rip Van Winkle a lo largo de cuarenta años, interpretando poco más que ese personaje. En agosto de 1866 volvió a Estados Unidos. De nuevo en su país, Jefferson hizo teatro de repertorio con giras anuales en las que representaba las obras anteriormente citadas. Fue uno de los primeros artistas teatrales en establecer combinaciones que desbancaron al viejo sistema de compañías locales de teatro de repertorio. 
Jefferson también trabajó en varios filmes acerca de su personaje Rip Van Winkle, como fue el caso de la producción de 1896 Awakening of Rip, la cual se conserva en el National Film Registry. El hijo de Jefferson, Thomas, siguió los pasos de su padre y también encarnó al personaje en diferentes filmes rodados ya en el siglo XX. Joseph Jefferson también hizo varias grabaciones, siempre con material de "Rip Van Winkle".
Con la excepción de papeles menores, como el del sepulturero en Hamlet, el cual interpretó en una producción con grandes estrellas encabezada por Edwin Booth, Jefferson no creó ningún nuevo personaje a partir de 1865; y el éxito de Rip Van Winkle fue tan importante que a menudo se dijo de él que era un actor de un único personaje. Si ello era un defecto, fue un defecto del público, que nunca se cansaba de su pieza maestra.

### Vida personal
Ningún otro actor fue más honrado por sus logros profesionales o por su personaje. Tuvo amistad con muchos destacados hombres de la política, el arte y la literatura estadounidense, incluyendo al Presidente Grover Cleveland. Fue un entusiasta pescador y un amante de la naturaleza, y también le gustaba pintar. Jefferson fue además miembro fundador y segundo presidente del The Players de Manhattan.
Jefferson se casó dos veces: en 1850, a los 21 años de edad, con la actriz Margaret Clements Lockyer (1832–1861), cuya temprana muerte le dejó con cuatro hijos; en 1867 se casó con Sarah Warren, sobrina del actor William Warren.
Jefferson compró un lugar llamado Orange Island, en Louisiana, donde construyó una casa un avez acabada la Guerra de Secesión. El lugar, en un área peninsular en Lake Peigneur, fue posteriormente llamado Jefferson Island.
Joseph Jefferson falleció a causa de un neumonía el 23 de abril de 1905 en su casa en Palm Beach, Florida. Fue enterrado en el Cementerio Bay View, en Sandwich, Barnstable County.

## Filmografía
- 1896 : Rip's Twenty Years' Sleep
- 1896 : Rip Passing Over the Mountain
- 1896 : Rip's Toast to Hudson
- 1896 : Rip's Toast
- 1896 : Rip Meeting the Dwarf
- 1896 : Rip Leaving Sleepy Hollow
- 1896 : Exit of Rip and the Dwarf
- 1896 : Awakening of Rip
- 1903 : Rip Van Winkle